# Plenerowa makieta Rataj w Poznaniu
Plenerowa makieta Rataj – plenerowa makieta ratajskich osiedli postawiona pod koniec lat 70. XX wieku na os. Piastowskim, nad Wartą, niedaleko mostu Królowej Jadwigi w Poznaniu. Obecnie nieistniejąca.

## Historia
Makieta prezentowała w formie betonowych bloków, zabudowania osiedli Dolnego i Górnego Tarasu Rataj wraz z siatką ulic oraz zaznaczoną rzeką Wartą.
Makieta powstała jako element położonego nad Wartą ośrodka rekreacyjno-sportowego: „Nadwarciańskiego Parku Kultury i Wypoczynku”, który otwarto 17 lipca 1979. W okresie swojej świetności była ona głównie miejscem zabaw najmłodszych poznaniaków i miejscem spotkań mieszkańców. Makieta została zlikwidowana w latach 90. Do dzisiaj zachowała się asfaltowa płyta, na której znajdowała się makieta. Na asfalcie widoczne są ślady po betonowych elementach makiety. Wymalowano na niej plac manewrowy i służyła jako tzw. miasteczko ruchu drogowego. Planowane było utworzenie parkingu na placu po makiecie. W 2018 na pustej płycie, w ramach projektu „Mozaika z pamięci”, została wymalowana wielkoformatowa mapa sentymentalna „Osiedla Piastowskiego”.

## Galeria

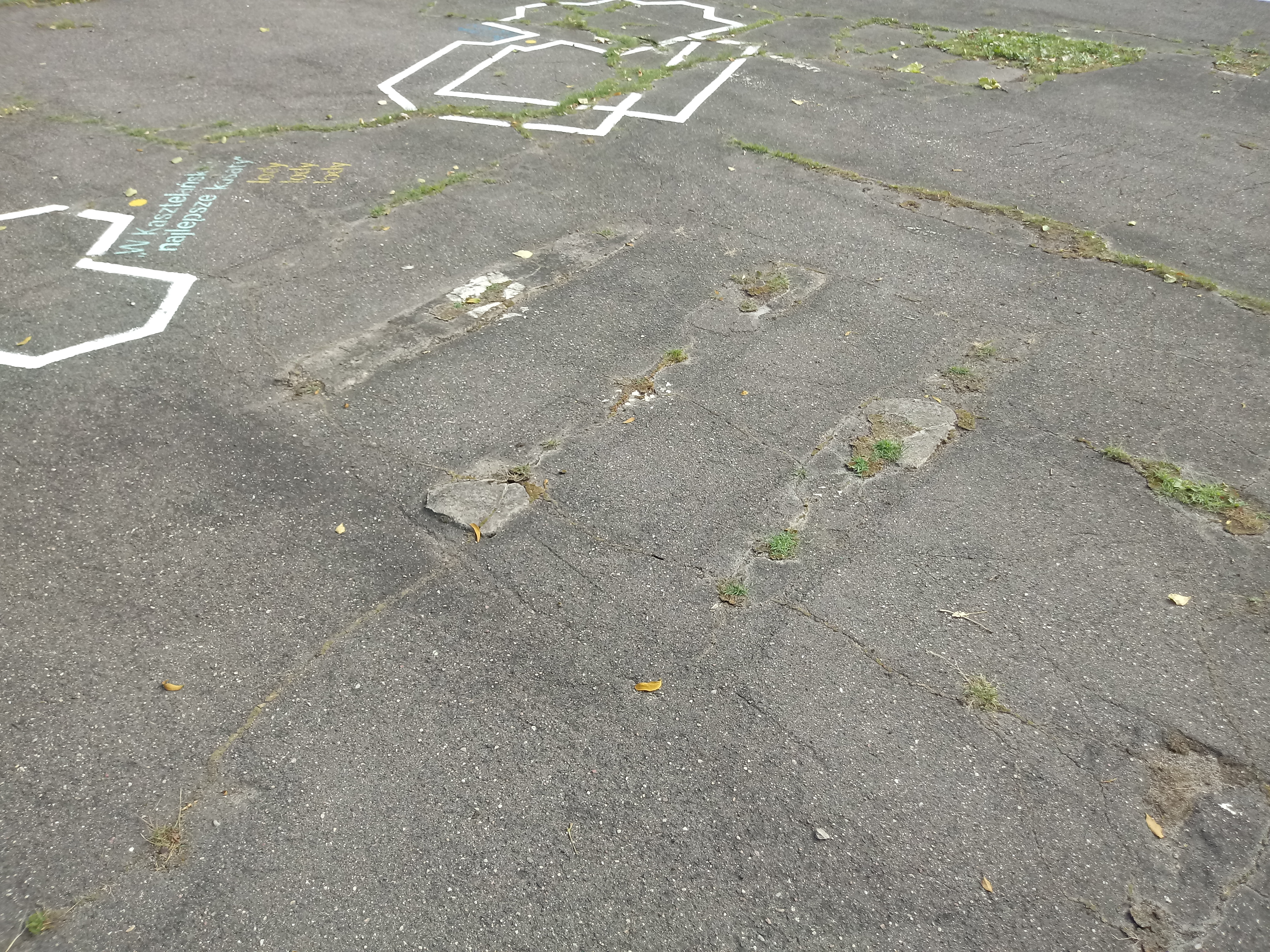
Widoczne miejsca po betonowych elementach makiety
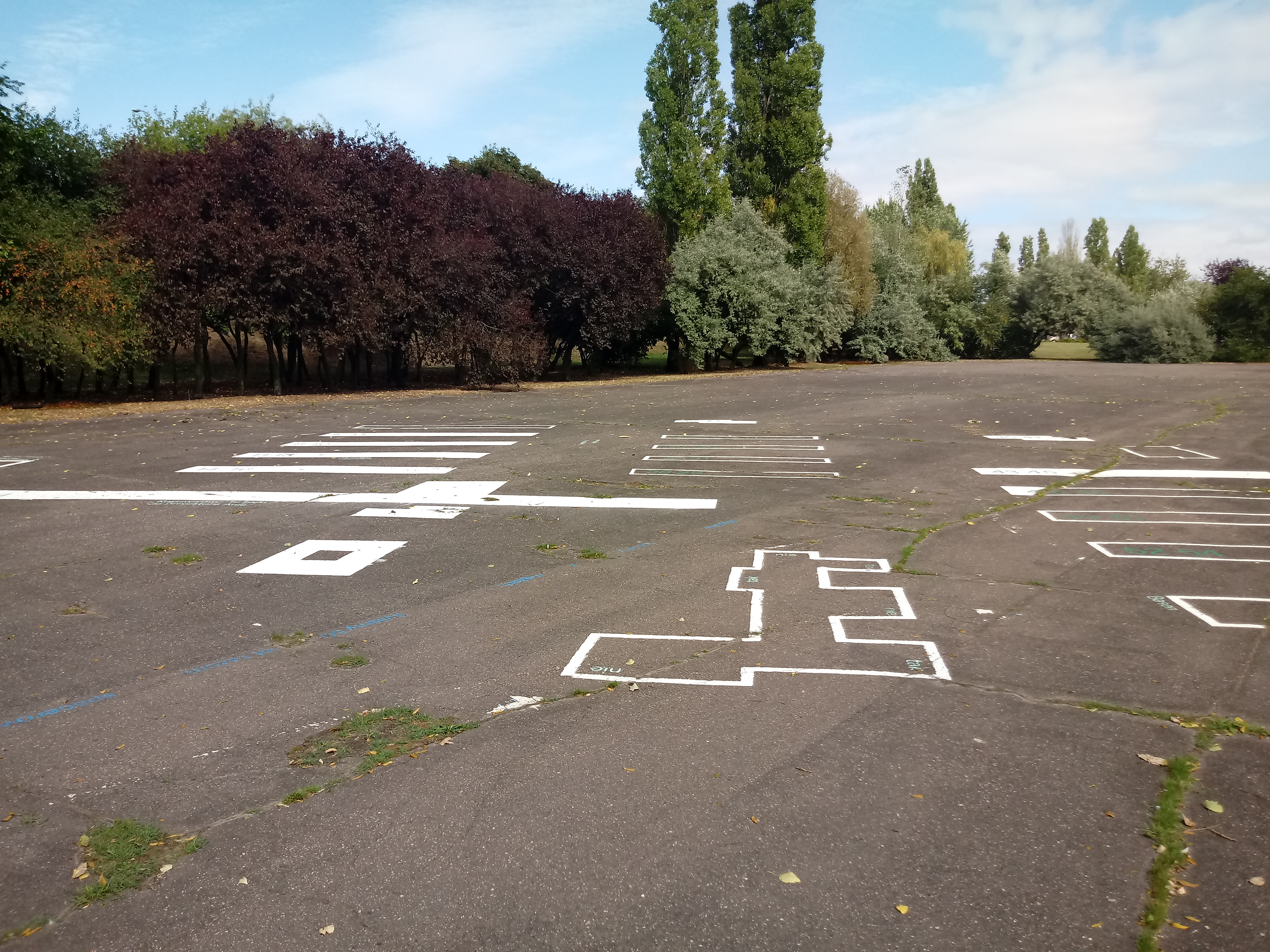
Fragment wielkoformatowej mapy sentymentalnej os. Piastowskiego